# Somalische doornstaarthagedis
De Somalische doornstaarthagedis is een doornstaartagame (Uromastyx) uit de familie agamen (Agamidae).

## Naam en indeling
De wetenschappelijke naam van de soort werd voor het eerst voorgesteld door William Brooke O'Shaughnessy in 1880. Later werd de naam Aporoscelis princeps  gebruikt.

## Uiterlijke kenmerken
De Somalische doornstaarthagedis bereikt een totale lichaamslengte tot ongeveer 30 centimeter inclusief staart. De verschillende doornstaartagamen wijken niet veel af wat betreft kleur en tekening en een goede manier om de soorten uit elkaar te houden is de staartvorm. De Somalische doornstaarthagedis heeft in vergelijking met veel andere doornstaartagamen een zeer korte, platte en stekelige staart; de stekels zijn erg lang en staan omhoog gericht. De staart is niet veel langer dan de kop en ongeveer even dik.
De kop is driehoekig van vorm en enigszins schildpad-achtig. Zoals alle doornstaartagamen heeft ook deze soort een sterk afgeplat en gedrongen lichaam; de buik is bijna ei-vormig. De lichaamskleur is bruin tot groengrijs met op de rug vaak roodbruine, donkeromzoomde vlekken en een donkere kop en staart. De staart wordt bij gevaar als slagwapen gebruikt. Een klap hiermee resulteert in vele kleine en zeer gemene wondjes die makkelijk ontsteken.

## Levenswijze
Het voedsel bestaat bij jongere dieren voornamelijk uit insecten en later plantendelen als bloemen en fruit. Oudere dieren worden volledig vegetarisch, en leven van verschillende soorten planten en diverse plantendelen zoals bladeren, bloemen, grassen en vruchten. De vrouwtjes zetten eieren af op de bodem.

## Verspreiding en habitat
De soort komt voor in delen van Afrika en dan meer specifiek de Hoorn van Afrika. De hagedis leeft in de landen Ethiopië en Somalië, mogelijk in Eritrea. De soort is ook wel gemeld uit Zanzibar maar dit berust waarschijnlijk op een misverstand.
Het is net als alle doornstaartagamen een woestijnbewoner die in droge en rotsachtige omgevingen leeft met veel licht en vaak in afwezigheid van oppervlaktewater. De Somalische doornstaarthagedis is een uitgesproken bodembewoner.